# De maagdenkooi
De maagdenkooi (2004) é um livro escrito originalmente em holandês pela ativista e política somali e holandesa Ayaan Hirsi Ali, eleita pela revista Time como uma das cem personalidades mais influentes de 2005. Foi traduzido em 2006 para o inglês como  Caged Virgin: A Muslim Woman's Cry for Reason, também publicado como The Caged Virgin: An Emancipation Proclamation for Women and Islam. Foi traduzido para o português como A virgem na jaula em 2008. Neste livro, Hirsi Ali discute sua luta com o Islã, pretendida como modelo de como outras mulheres muçulmanas podem alcançar sua própria emancipação. Ao aconselhar como as mulheres devem lidar com a divisão entre o pensamento ocidental e o islâmico, ela recorre ao seu conhecimento pessoal do mundo islmâmico e a tradição filosófica ocidental originada no Iluminismo.
Hirsi Ali afirma que nas regiões dominadas pelo Islã, mulheres que tentam fugir dele são geralmente ameaçadas com morte, e que as mulheres que conseguem escapar da "jaula da virgem" são marcadas como prostitutas. A autora discute as visões do Islã sobre os papéis das mulheres, os direitos individuais, as raízes do fanatismo islâmico, e propõe políticas ocidentais para os países islâmicos e comunidades imigrantes.